# Vicente Henriques
Vicente Guida Berlanga Henriques (San Paolo, 5 settembre 1978) è un pallanuotista brasiliano. Dal 2004 al 2007 ha indossato la calottina della Bissolati Cremona  e dal 2008 al 2015 quella della Pallanuoto Trieste .